# Banc chimique

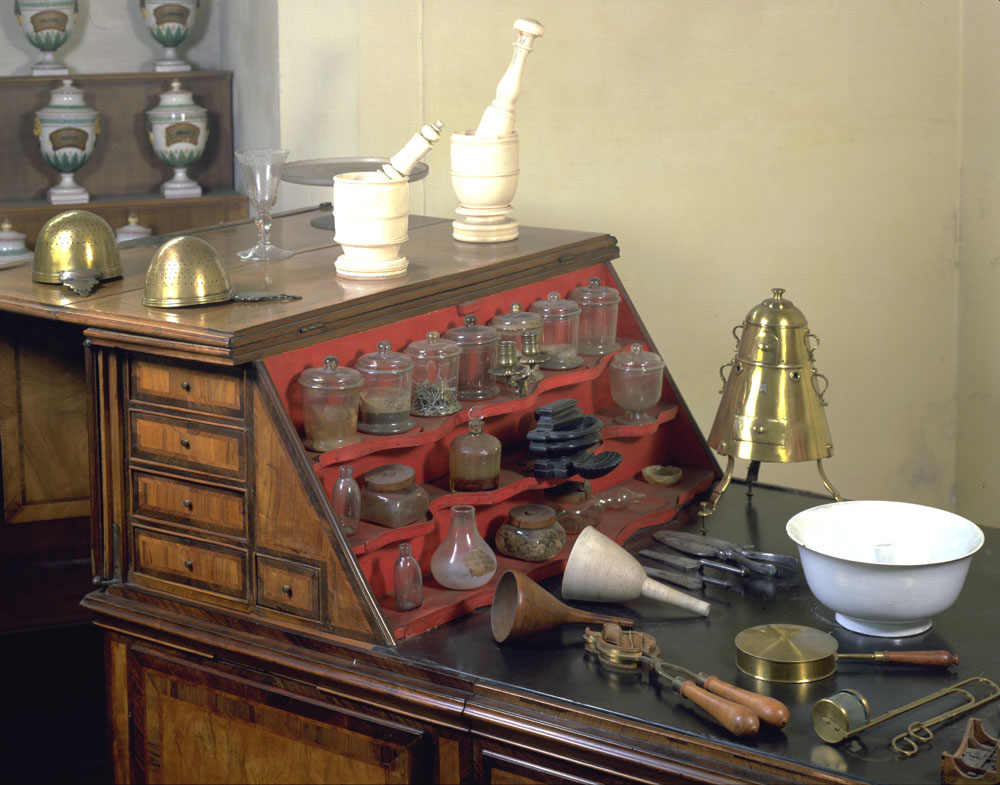
Le banc chimique.

Le banc chimique est un instrument scientifique conservé au Musée Galilée de Florence.
Le Grand-duc Pierre Léopold I de Toscane fit installer dans le Musée de physique et histoire naturelle de Florence un laboratoire chimique, dans lequel, avec l'assistance de Giovanni Fabbroni, il se plaisait à faire des expériences scientifiques. Le banc a la forme d'un grand secrétaire, plaqué en noyer. Ouvert, il présente un plan de travail en ardoise avec trois cavités, dont l'une est reliée à un soufflet manœuvrable à l'aide d'une pédale, qui pouvait être employé pour des opérations de combustion et de calcination. Le banc est pourvu de trois petites étagères, de tiroirs et de compartiments destinés à accueillir des bouteilles contenant des préparations chimiques et des verreries. On y trouve aussi des objets de l'époque du grand-duché, en exposition.
Les objets suivants correspondent à ceux du banc chimique de Pierre Léopold: treize petits vases cylindriques de verre à base plate dont les couvercles sont pourvus de bouton, qui contiennent diverses substances ; dix petits vases carrés, dont certains ont un couvercle en buis ; un encrier de bois vernis en noir ; un candélabre à deux flambeaux en laiton argenté, dont les bras ont une forme dite "en pied de vigne"; deux mortiers d'ivoire avec un pilon; un mortier de bronze doré avec un pilon ; un mortier en agate avec un pilon en forme d'œuf ; une tenaille en laiton pour tubes, partiellement revêtue de cuir, avec deux manches dévissables en buis ; une bassine en porcelaine blanche avec un trou central et un bouchon en porcelaine aussi ; un entonnoir en verre, avec un petit manche ; un entonnoir en bois pour le mercure ; un entonnoir en terre réfractaire sans manche ; une plaque en porphyre avec une base en bois; un petit four à fusion en laiton, démontable, revêtu à l'intérieur de matériel réfractaire; une fiole bombée en verre blanc au col lisse, pour la dissolution des sels dans l'eau ; deux pots en verre ; deux coupelles avec un couvercle de cristal grenat ; quatre coupelles de pierre dure ; un calice en verre décoré ; une bassine en cristal guilloché ; une pince en buis avec une vis à pression ; une bouteille de cire à base plate et à col long.
Au fil du temps, le banc est entré dans les collections du musée et a été enrichi de nouveaux instruments comme des balances, des préparations chimiques et des récipients.